# Shaun Barker
Shaun Baker (ur. 19 września 1982 w Trowell) – angielski piłkarz, kapitan drużyny Burton Albion. Na początku kariery grał w klubie Rotherham United. Później był zawodnikiem Blackpool F.C. i Derby County F.C.